# Pseudotremia nyx
Pseudotremia nyx är en mångfotingart som beskrevs av Shear 1972. Pseudotremia nyx ingår i släktet Pseudotremia och familjen Cleidogonidae. Inga underarter finns listade i Catalogue of Life.